# Stephen Bowen
Stephen Gerard Bowen (* 13. Februar 1964 in Cohasset, Massachusetts) ist ein US-amerikanischer Astronaut.
Bowen verließ 1982 die High School und begann ein Studium an der US-Marineakademie (USNA) in Maryland. Diese verlieh ihm 1986 einen Bachelor in Elektrotechnik. 1993 machte er außerdem einen Abschluss als Meerestechniker am Massachusetts Institute of Technology (MIT).

## Marinedienst
Nach dem Verlassen der USNA trat Bowen in den Dienst der US-Marine ein und diente drei Jahre auf den U-Booten Parche sowie Pogy. Dem folgte das Meerestechnikstudium, das das MIT in Kooperation mit der Woods Hole Oceanographic Institution abhält. Ab 1993 fuhr er vier Jahre auf der Augusta, wo er auch die Ausbildung zum Kommandanten eines Atom-U-Boots absolvierte. Danach ging er in die Verwaltung und arbeitete in der Planungsabteilung des USSOCOM in Florida. Bevor er im Mai 2000 als erster Offizier der Virginia zugeteilt wurde, dem ersten U-Boot der Virginia-Klasse, kontrollierte er als Mitglied des Board of Inspection & Survey in Virginia den ordnungsgemäßen Zustand von U-Boot-Antrieben.

## Astronautentätigkeit
Bowen wurde im Juli 2000 von der NASA als Astronaut ausgewählt und wurde zum Missionsspezialisten ausgebildet.
Am 15. November 2008 startete er an Bord der Raumfähre Endeavour mit der Mission STS-126 zu seinem ersten Raumflug. Dabei führte er drei Außenbordeinsätze durch: zwei mit Heidemarie Stefanyshyn-Piper und einen mit Shane Kimbrough.
Den zweiten Flug absolvierte er mit STS-132 beim vorletzten Flug der Raumfähre Atlantis. Der Start erfolgte am 14. Mai 2010. Bowen führte zwei Außenbordeinsätze durch: einen am 17. Mai mit Garrett Reisman, den anderen am 19. Mai mit Michael Timothy Good.
Nach einem Fahrradunfall des als Missionspezialisten nominierten Tim Kopra wurde er am 19. Januar 2011 als dessen Ersatz für die Mission STS-133 mit der Raumfähre Discovery benannt. Bowen ist durch diesen Umstand der einzige NASA-Astronaut, der an zwei aufeinanderfolgenden Flügen teilnahm. Er übernahm auch die beiden für Kopra geplanten Außeneinsätze und befand sich am 28. Februar 2011 und am 2. März 2011 zusammen mit Al Drew fast 13 Stunden im freien All. Bowen liegt mit über 47 Stunden außerhalb eines Raumfahrzeugs auf Platz 15 in der Liste der Raumfahrer mit der größten Erfahrung bei Weltraumausstiegen.
Bowen war Ersatz für Chris Cassidy beim Flug des russischen Raumschiffs Sojus MS-16 zu den ISS-Expeditionen 62  und 63, kam aber nicht zum Einsatz.
Bowen wurde als Kommandant der Mission SpaceX Crew-6 nominiert und startete mit ebendieser im März 2023 zur Internationalen Raumstation.

## Privates
Bowen ist verheiratet und hat drei Kinder.